# Werner Röken
Werner Röken (* 26. Februar 1917 in Gelsenkirchen; † 1972) war ein deutscher Arzt und Standesfunktionär.

## Leben
Röken studierte an der Eberhard Karls Universität Tübingen Medizin. Im Sommersemester 1838 war er Kameradschaftsführer der SC-Kameradschaft „Theodor Körner“. 1942 wurde er in Tübingen zum Dr. med. promoviert. Im Zweiten Weltkrieg war er Truppenarzt. In den 1950er Jahren war er für den Marburger Bund, die Ärztekammer Westfalen-Lippe und die Landesärztekammer Baden-Württemberg tätig. 1952 war er deutscher Delegierter beim Weltärztebund. Er war der erste Leiter vom Auslandsdienst der neu gegründeten Bundesärztekammer unter Hans Neuffer. 1969 erhielt er die Paracelsus-Medaille der Deutschen Ärzteschaft.